# Epiplema rapha
Epiplema rapha är en fjärilsart som beskrevs av Butler 1876. Epiplema rapha ingår i släktet Epiplema och familjen Uraniidae. Inga underarter finns listade i Catalogue of Life.